# 13583 Bosret
A 13583 Bosret (ideiglenes jelöléssel 1993 TN18) a Naprendszer kisbolygóövében található aszteroida. Eric Walter Elst fedezte fel 1993. október 9-én.